# Miwok de la planura
El miwok de la planura, també conegut com a miwok de la vall, era una de les llengües miwok parlades al centre de Califòrnia pels miwoks de la planura. Era parlat als deltes dels rius San Joaquin i Cosumnes. El miwok de la planura havia estat un dels pobles miwok més nombrosos. Tota la població parla actualment anglès.